# 双信電機
双信電機株式会社（そうしんでんき、英: Soshin Electric Co., Ltd. ）は、東京都港区に本社を、長野県佐久市に本店を置く、フィルター、コンデンサなどの電子部品の開発、生産、販売を行うメーカーである。創業は1938年12月7日。

## 沿革
- 1938年（昭和13年）12月 - 双信電機製作所創業。
- 1944年（昭和19年）4月 - 双信電機株式会社設立。
- 1989年（平成元年）11月 - 株式を店頭公開。
- 1999年（平成11年）9月 - 日本碍子の傘下に入る。
- 2000年（平成12年）12月 - 東京証券取引所2部上場。
- 2002年（平成14年）11月 - 東京証券取引所1部指定替え。
- 2009年（平成21年）4月 - 子会社である高信エレクトロニクス株式会社存続会社とし、同じく子会社の株式会社エム・エレックを吸収合併。同時に双信デバイス株式会社に商号を変更。
- 2010年（平成22年）4月 - 宮崎工場を解消し、双信パワーテック株式会社を設立。
- 2021年（令和3年）1月 - 台湾の華新科技股份有限公司(英語名：Walsin)（中国語: 華新麗華）傘下企業である釜屋電機株式会社が実施した株式公開買付けに、日本碍子が保有株式の一部（議決権所有割合40.68%のうち35.64%）を応募し、日本碍子の子会社でなくなる。
- 2024年（令和6年）6月 - 釜屋電機株式会社が株式公開買付けにより、持株比率を議決権所有割合ベースで92.60%とする[2]。
- 2024年（令和6年）7月17日 - 東京証券取引所スタンダード市場上場廃止[1]。
- 2024年（令和6年）7月19日 - 株式売渡請求により釜屋電機株式会社の完全子会社となる[1]。

## 事業所
- 東京本社（東京都港区）
- 本店（長野県佐久市）
- 浅間工場（長野県佐久市）
- 千曲工場（長野県佐久市）

## 関連会社
- 双信デバイス株式会社
- 双信パワーテック株式会社
- 立信電子株式会社
- 双信エレクトロニクスマレーシア
- 双信華科技（深圳）有限公司